# シチメンチョウ属

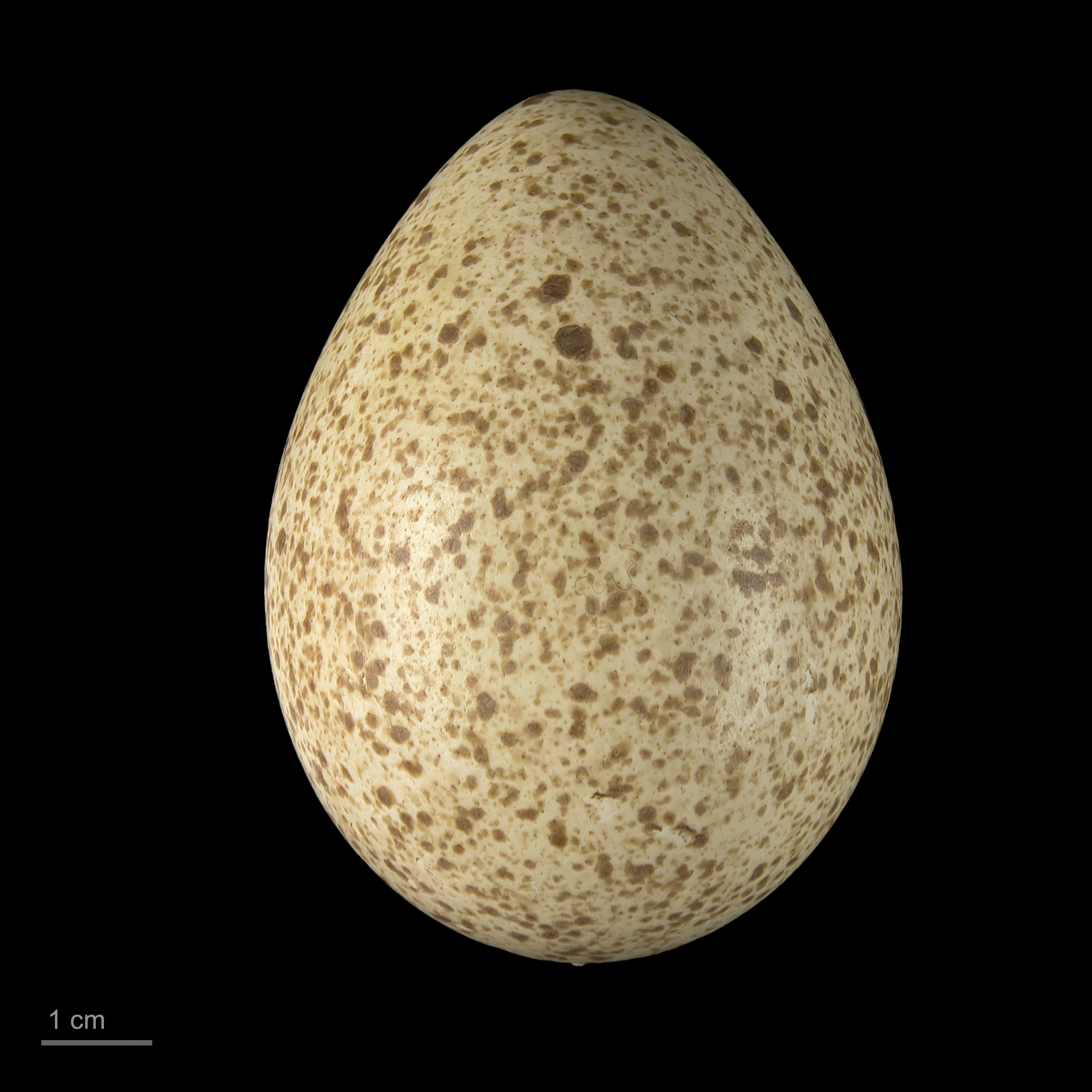
Meleagris gallopavo

シチメンチョウ属（シチメンチョウぞく、七面鳥属、学名 Meleagris）は、キジ科の1属である。
現生種・化石種とも、北米大陸でのみ産する。ただしシチメンチョウは世界中で家禽として飼育されている。

## 分類
かつてはシチメンチョウ科 Meleagrididae またはキジ科シチメンチョウ亜科 Meleagridinae に分類されており、その場合はシチメンチョウ科またはシチメンチョウ亜科の唯一の現生属である（他に化石属がある）。
しかし分子系統からは、シチメンチョウ属はキジ科の系統の内部に位置するため、系統分類ではシチメンチョウ科ないしシチメンチョウ亜科は認められない。

## 種
現生種は国際鳥類学会 (IOC) による。
- シチメンチョウ Meleagris gallopavo, Wild Turkey
- ヒョウモンシチメンチョウ Meleagris ocellata, Ocellated Turkey - ユカタン半島に生息。Agriocharis ocellata とする説もある。
- †Meleagris californica - 後期更新世に生息。
- †Meleagris crassipes - 後期更新世に生息。
- 他、未記載種2種。